# El Sauce (Nicarágua)
El Sauce é um município da Nicarágua, situado no departamento de León. Tem 693 km² de área e sua população em 2020 foi estimada em 31.498 habitantes.